# Liste der Einträge im National Register of Historic Places im Fisher County
Die Liste der Registered Historic Places im Fisher County führt alle Bauwerke und historischen Stätten im texanischen Fisher County auf, die in das National Register of Historic Places aufgenommen wurden.

## Aktuelle Einträge
| Lfd. Nr. | Name im NRHP      | Bild | Datum der Eintragung | Adresse/Lage       | Ort    | NRHP-ID  | Beschreibung |
| -------- | ----------------- | ---- | -------------------- | ------------------ | ------ | -------- | ------------ |
| 1        | Foy Steadman Site |      | 11. März 1971        | Address Restricted | Noodle | 71000932 |              |